# Fundação CEBI
A CEBI - Fundação para o Desenvolvimento Comunitário de Alverca, também designada por Fundação CEBI, é uma Instituição Particular de Solidariedade Social portuguesa, sem fins lucrativos, cuja actividade atividade é dirigida às crianças, jovens, idosos e famílias, com particular atenção aos mais desfavorecidos.
A Fundação actua sobretudo na área da educação e formação da criança, tendo sido pioneira em Portugal ao oferecer a creche familiar, concebendo também um novo modelo de Actividades de Tempos Livres (ATL), vocacionado para o enriquecimento curricular.
Em 2004 a Fundação Cebi era já considerada uma das maiores instituições sociais do país, sendo agraciada em 2009 com o Prémio Educação da Fundação Calouste Gulbenkian.
Em 2010, em sociedade com uma empresa prestadora de cuidados de saúde, assinou um protocolo com a Câmara de Vila Franca de Xira, com vista à recuperação do palácio setecentista da Flamenga, e sua transformação numa unidade de cuidados continuados de duzentas camas. O investimento da Fundação nesta unidade rondaria os oito milhões de euros.
Actualmente apoia diariamente mais de três mil famílias nas áreas da educação, acção social e saúde, empregando 426 trabalhadores do concelho de Vila Franca de Xira. Na área da educação, a Fundação providencia desde o berçário até ao nono ano de escolaridade. Em 2009 frequentavam o Colégio José Álvaro Vidal cerca de 1700 crianças e jovens. Tem ainda um papel activo na acção social, emergência social, apoio a idosos e prestação de cuidados de medicina física e reabilitação.
A Fundação dispõe de um centro de recursos na Ericeira, contando com diversas parcerias e protocolos com organizações regionais que lhe têm conferido uma dimensão nacional e internacional.

## História
A Fundação iniciou as suas actividades em 1968 por iniciativa de um grupo de cidadãos de Alverca, impulsionados por José Álvaro Vidal, considerado o "pai" da instituição.
A CEBI foi constituída como Fundação a 25 de Novembro de 1995, após um longo processo de transformação. A assembleia de fundadores era constituída pela Câmara de Vila Franca de Xira, o Banco Santander Totta, a OGMA - Indústria Aeronáutica de Portugal e a LAC - Liga de Amigos do CEBI.
No ano 2000 por dificuldades financeiras, a instituição viu-se forçada a vender o complexo social que havia construido no Bairro do Zambujal, à Câmara Municipal da Amadora.
Em 2004 possuía cerca de quatrocentos trabalhadores.